# 楫取寿

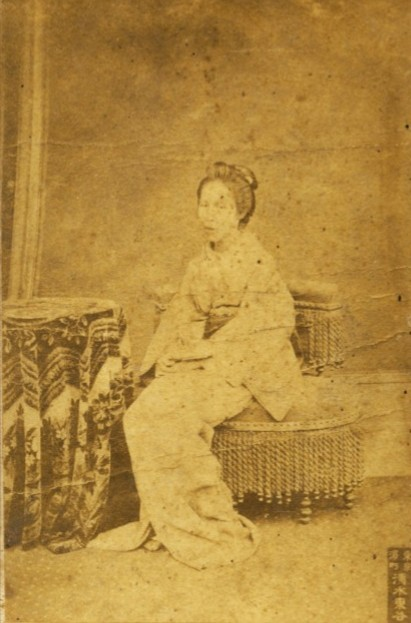
楫取 寿

楫取 寿（かとり ひさ、天保10年（1839年） - 明治14年（1881年）1月30日）は、江戸時代末期（幕末）から明治中期の女性。楫取素彦の妻。幕末の思想家・吉田松陰の妹。旧姓・杉。名は久（久子）とも記される。

## 生涯

### 誕生と結婚
1839年、杉百合之助（常道）と瀧の次女として生まれる。
1853年に小田村伊之助（のちの楫取素彦）に嫁ぐ。夫との間に希家（小田村家を継ぐ）、道明（久坂玄瑞の養子、のち楫取家の籍に入る）の2男をもうけた。

### 晩年の病
寿は、中風症という、体に麻痺が残ったり、手足が自由に動かなくなる病気を抱えていた。そして胸膜炎を併発し、明治13年（1880年）からは群馬県にいる夫のもとを離れ、次男道明のいる東京で治療に専念することにした。しかし、完全に治ることはなく、明治14年（1881年）1月30日に43歳で他界した。
死後、素彦は寿の妹で久坂玄瑞の未亡人の美和子と再婚した。これは、姉妹の母親である瀧の強い希望だったとも、群馬県令という重職に就く素彦が寡夫のままではいかなかったという当時の社会通念による、ともされている。

## 逸話
- 寿は姉の千代とともに吉田松陰の逸話を多く残しており、マスコミにもたびたびそうした逸話が取り上げられている。また、おそらくこの時に夫に宛てた手紙に「妹の文と3人で暮らしたい」という希望を伝え、後に叶う。
- 寿が語り残した逸話によると「自分の死生に関することは私事であり、夫の用事は公務である。私事のために公務を妨げてはならぬ」とあり、昔の古き良き価値観の女性とも、内助の功に尽くした女性とも表現できる人物だったらしい。